# Communauté de communes du Val d'Origny
La communauté de communes du Val d'Origny est une ancienne structure intercommunale française, située dans le département de l'Aisne, et qui a fusionné avec la communauté de communes de la Vallée de l'Oise pour former, le 1er janvier 2014, la communauté de communes du Val de l'Oise.
Elle a été créée le 13 décembre 1992 et a disparu le 31 décembre 2013.

## Histoire
La communauté de communes, créée en 1992, ne regroupait que 4 communes et environ 3 500 habitants, était la plus petite structure intercommunale de Picardie et l'une des plus modestes de France. Sa taille était inférieure à la taille minimale prévue par la loi sur la réforme des collectivités territoriales de 2010 (5 000 habitants et devait donc soit attirer de nouvelles communes, soit se regrouper avec une autre structure intercommunale.
Après avoir envisagé de rejoindre la communauté de communes de la Région de Guise, le Val d'Origny a fusionné, conformément à l'avis de la CDCI, avec la communauté de communes de la Vallée de l'Oise en créant, le 1er janvier 2014, la communauté de communes du Val de l'Oise,.

## Territoire communautaire

### Composition
La communauté de communes était composée des quatre communes suivantes :
| Nom                           | Code Insee | Gentilé       | Superficie (km2) | Population (dernière pop. légale) | Densité (hab./km2) |
| ----------------------------- | ---------- | ------------- | ---------------- | --------------------------------- | ------------------ |
| Origny-Sainte-Benoite (siège) | 02575      | Orignaquois   | 23,30            | 1 717 (2014)                      | 74                 |
| Mont-d'Origny                 | 02503      | Orignyquois   | 13,52            | 876 (2014)                        | 65                 |
| Neuvillette                   | 02552      | Neuvillettois | 6,44             | 189 (2014)                        | 29                 |
| Thenelles                     | 02741      | Thenellois    | 6,99             | 554 (2014)                        | 79                 |

### Démographie
| 1968  | 1975  | 1982  | 1990  | 1999  | 2006  | 2008  |
| ----- | ----- | ----- | ----- | ----- | ----- | ----- |
| 4 315 | 4 036 | 3 799 | 3 587 | 3 450 | 3 376 | 3 381 |

## Politique et administration

### Siège
Le siège de l'intercommunalité était à Origny-Sainte-Benoîte,	79, rue Pasteur.

### Liste des présidents
| Période                                  | Période          | Identité   | Étiquette | Qualité                               |
| ---------------------------------------- | ---------------- | ---------- | --------- | ------------------------------------- |
| Les données manquantes sont à compléter. |                  |            |           |                                       |
| ?                                        | 31 décembre 2013 | René Moret |           | Maire-adjoint d'Origny-Sainte-Benoite |